# Brachydiplax yunnanensis
Brachydiplax yunnanensis – gatunek ważki z rodziny ważkowatych (Libellulidae).